# Ancienne douane de Strasbourg
Pour les articles homonymes, voir Ancienne douane.
L’ancienne douane de Strasbourg - aussi appelée s'Kaafhüs en dialecte strasbourgeois - est un bâtiment situé dans le centre historique de la ville sur la Grande Île. L'édifice longe la rive gauche de l'Ill juste en amont du pont du corbeau à proximité de la place du Vieux-Marché-aux-Poissons et du musée historique de la ville. Il est classé monument historique depuis 1948 .

## Histoire

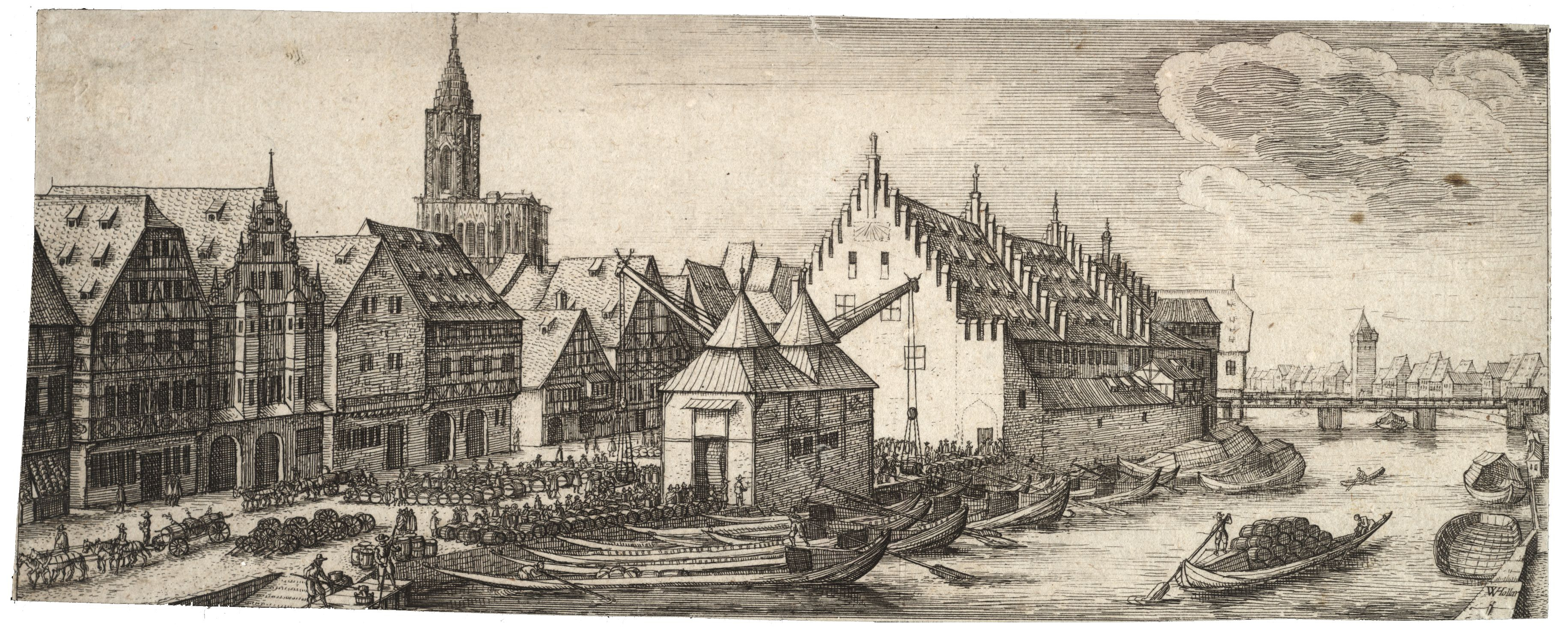
Gravure de Strasbourg au XVII par Wenceslas Hollar.

Le bâtiment est construit en 1358 sous l'impulsion de la corporation des bateliers. Situé au bord de l'Ill, il se trouve à un emplacement anciennement dénommé Salzhof - la cour du sel -  où étaient stockés les produits des salines de Lorraine. Cette maison du commerce - Kaafhüs - a été construite afin de contrôler, de taxer et de stocker les marchandises transitant le long du Rhin. Elle était dirigée par le Kaufhausherr choisi parmi les bourgeois de la ville. Durant tout le Moyen Âge, le commerce fluvial va être un élément essentiel dans le développement de Strasbourg. Les marchandises en transit sont essentiellement du tabac (à partir du XVIIe siècle), du vin et du poisson. La Kaafhüs accueillait également de grandes foires et servait d'hôtel de change pour la monnaie, on y frappait celle de Strasbourg. C'est alors le plus important bâtiment civil de la ville, il est agrandi (côté pont Saint-Nicolas) dès 1389 .
En 1401, le rez-de-chaussée du bâtiment est racheté par le boucher Spanbett qui y exploite une auberge. 
L'auberge est détruite par un incendie en 1497 lors de la foire de la Saint-Jean. Elle est reconstruite en 1507 grâce aux fonds de l'Œuvre Notre-Dame.
La Kaafhüs est agrandie par l'architecte municipal Boudhors en 1751. Les grues, actionnées par des hommes dans des « cages d’écureuil » et datant du XIVe siècle, n'ont disparu qu'au XVIIIe siècle.
Un dernier agrandissement est réalisé en 1781.
Le bâtiment prend le nom d'ancienne douane en 1803 à la suite du départ de la douane. Il est alors utilisé comme marché aux vins jusqu'en 1842. Un magasin de tabac en feuilles y est installé en 1853. En 1897, il devient le marché aux poissons de la ville.
L'ancienne douane est gravement endommagée par un bombardement allié le 11 août 1944, durant la Seconde Guerre mondiale. Sa partie est, côté pont du Corbeau, est quasiment détruite. Après la guerre, il a été envisagé aménager un parking ou de construire un immeuble moderne sur le site. L'ancienne douane est finalement reconstruite par l'architecte de la ville Robert Will entre 1962 et 1965, selon les plans d'origine, dans un style très légèrement épuré. Le bâtiment reconstruit est inauguré le 4 avril 1966 par le maire Pierre Pflimlin. Outre le restaurant et sa terrasse sur l'eau, rare ajout qui ne figurait pas à l’édifice originel, une salle d'exposition de 600 m² et une salle de conférences ont été aménagées.
Le restaurant est victime d'un incendie le 8 juin 2000. Il est rouvert en 2001 après une année de travaux.

## Aménagements contemporains
Jusqu'en 1998 le musée d'art moderne et contemporain de Strasbourg occupait la partie est du bâtiment.
La partie centrale de l'édifice abrite depuis 1966 un restaurant traditionnel avec une terrasse au bord de l’eau, L'Ancienne Douane.
À la suite de la fermeture du bar à bière situé côté rue du Vieux-Marché-aux-Poissons fin 2012, la ville lance le projet d'un point de vente de produits agricoles en circuit court, baptisé La Nouvelle Douane. Le magasin, d'une superficie de 250m² et approvisionné par 22 producteurs locaux, est ouvert le 12 novembre 2014.

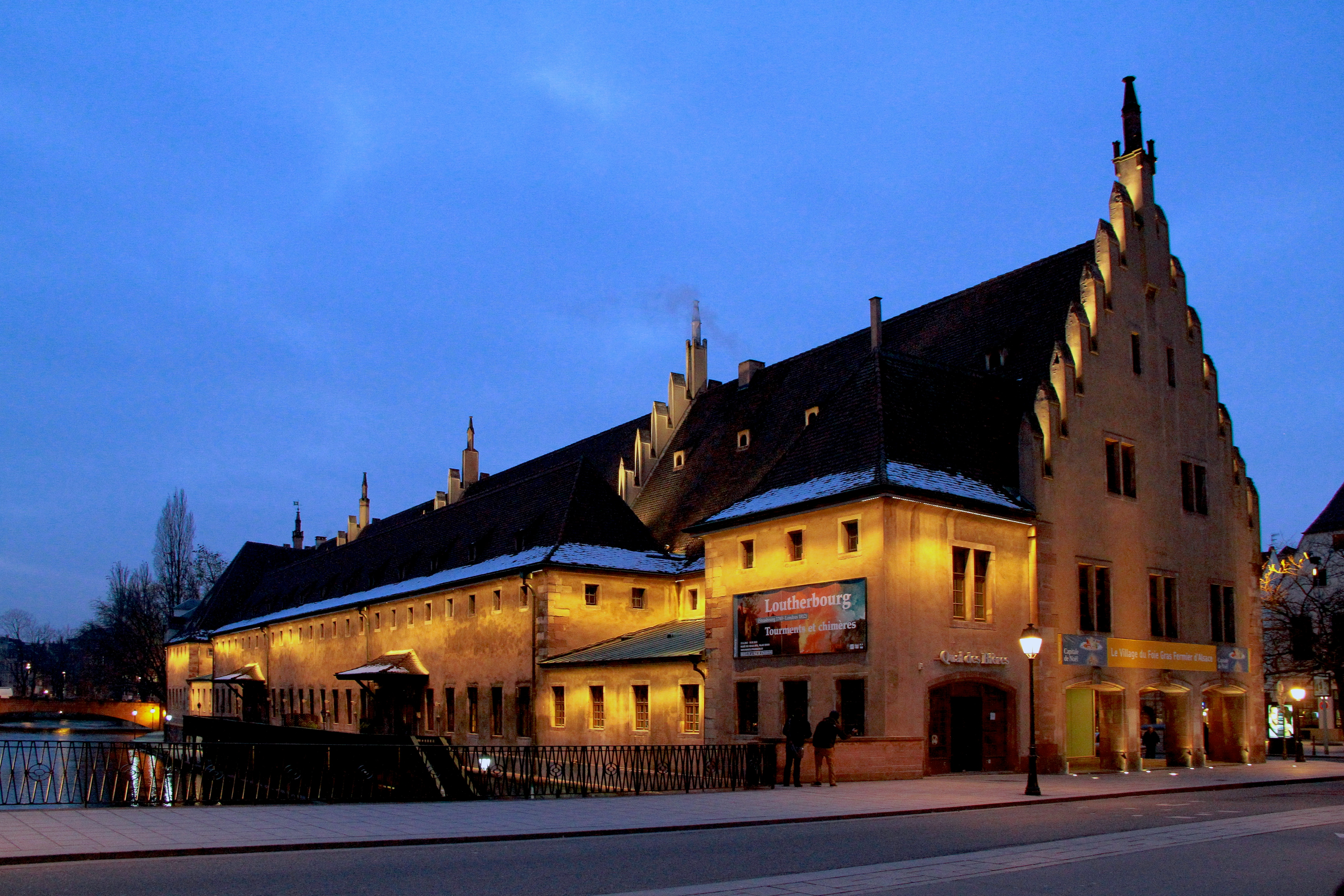
Éclairage nocturne de l’ancienne douane vue depuis le pont du Corbeau.
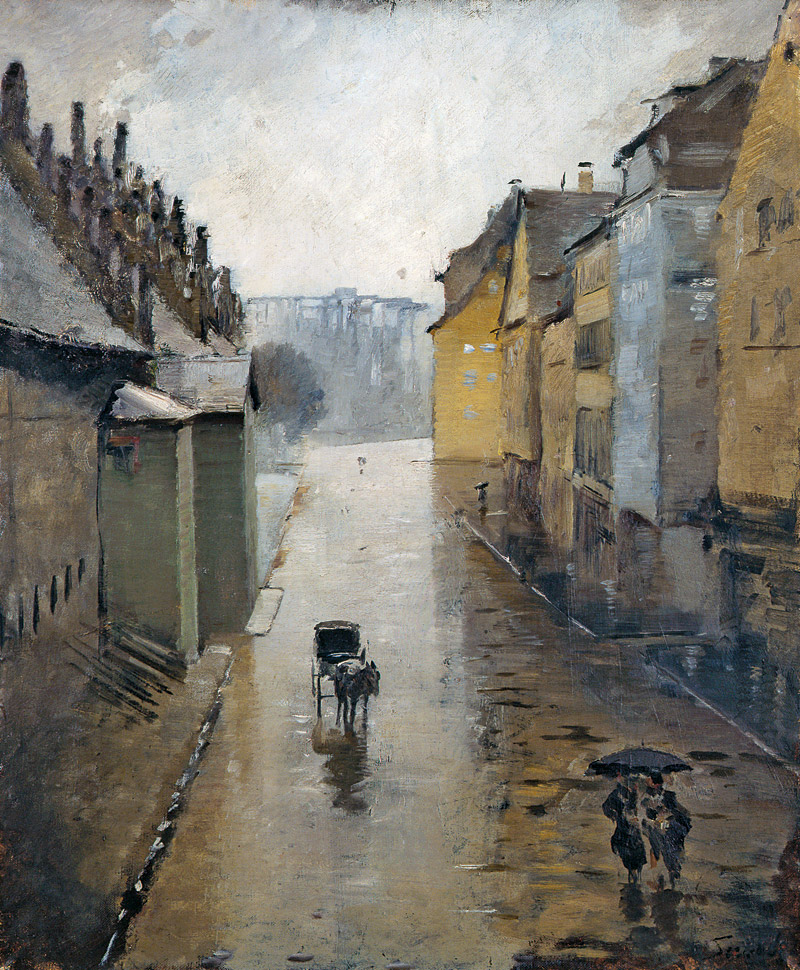
Lothar Von Seebach, La rue de la Douane à Strasbourg (vers 1895), effet de pluie.
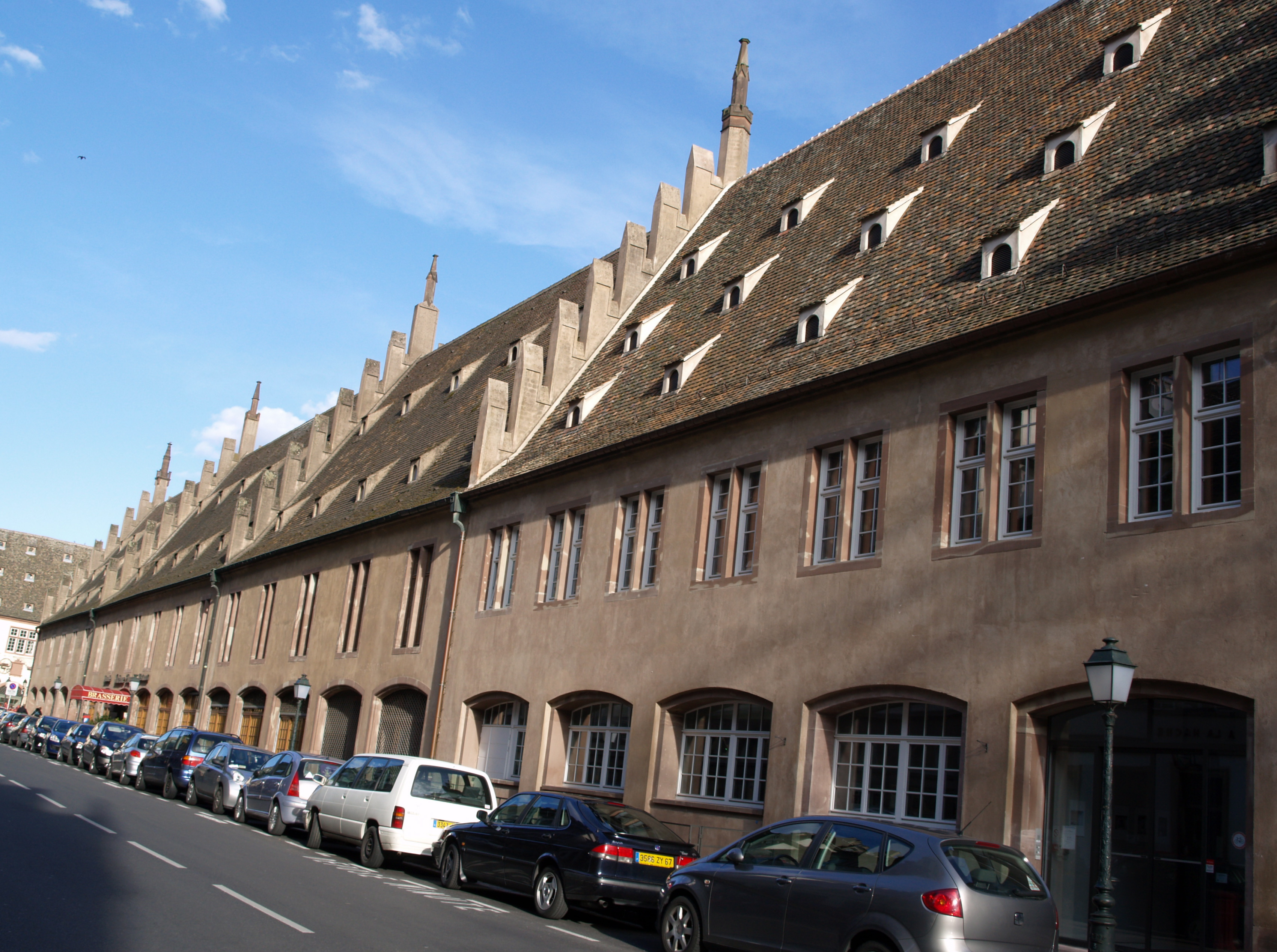
Façade côté rue de la Douane.